# Turosna (mijanka)
Turosna (ros. Туросна) – mijanka i przystanek kolejowy w pobliżu miejscowości Krasnyj Most, w rejonie klinieckim, w obwodzie briańskim, w Rosji. Położony jest na linii Briańsk - Homel.
Nazwa pochodzi od pobliskiej miejscowości Turosna.